# 松柏景道
松柏景道（英語：Cedarview Road；渥太華23號市道）是加拿大安大略省渥太華的一條南北向道路，前為巴哈文居民的主幹路。1999年416號省道開通後，其使用量逐漸減少。
該道路部分路段於2016年6月併入威廉麥伊雲徑。